# أناهيد تسيتسيكيان
أناهيت تسيتسيكيان (بالأرمينية:Անահիտ Ցիցիկյան)وُلدت في 26 من أغسطس عام 1926، وتُوفيت في 2 من مايو عام 1999، وهي فنانةأرمينية مُبدعة في عزف ال كمان، زارت أكثر من مئة دولة خلال فترة الاتحاد السوفيتى، وقامت بالتدريس لأكثر من أربعين عام في معهد إريتري الوطنى للموسيقى، ونشرت ما يزيد عن ثلاثمائة مقالة وعمل تليفزيونى وإذاعى، وهي في نفس الوقت عالمة، وقد أنشأت فروع أخرى من العروض الفنية الأرمينية، بالإضافة إلى أنها في فترة العشرين سنة الماضية قامت بالبحث في تاريخ الموسيقى القديمة، وفي نهاية المطاف أصبحت من مؤسسى جيل جديد من علم الآثار الموسيقية الأرمينية .

## السيرة الذاتية
وُلدت أناهيت تسيتسيكيان في 26 أغسطس عام 1926 ب سانت بطرسبرغ التابعة ل الاتحاد السوفيتى، والتي تُعرف الآن ب (سان بطرسبرج) لعائلة تضم أطباء ومهندسين، بدأت في العزف على الكمان منذ سن السادسة، وتعلمت على يد الموسيقيين Ginsberg و Gregorylev .
غادرت مدينة لينينغراد أثناء الحرب العالمية الثانية وذهبت إلى أرمينيا، على الرغم من أنها تركت هذه المدينة وعمرها يناهز العشرة أعوام ولكن هذه المدينة على الصعيد الفنى تركت فيها أثر عميق. لدى أناهيت ذوق رفيع بالإضافة لكونها شخصية مخلصة ولطيفة دائماً في تعاملها مع الأصدقاء، والزملاء، والطلاب. درست الموسيقى بالمعهد الوطنى للموسيقى في يريفان على يد البروفيسور( كارب) في الفترة من عام 1946 حتى عام 1950، وحصلت على منحة ستالين _ مؤسس الاتحاد السوفيتى _ ، وقد أنهت في عام 1954 مرحلة الدراسات العليا في معهد الموسيقي الدولة بموسكو، قام المعلم (موستراس) بتوجيهها .
بدأت احتراف موسيقى السولو وأداء عروض الأوركسترا السيمفونية، أصبحت عام 1961 مديرة معهد أرمينيا للأوركسترا السيمفونية على الرغم من أن في ذلك الوقت كان عمرها مازال صغيراً، أقامت أناهيت العديد من العروض الفنية في الاتحاد السوفيتى السابق بالإضافة لأكثر من سبع وعشرين دولة كما أنها أيضاً عازفة كمان متخصصة حيث أطلقت 4 ألبومات طوال حياتها، كما تحتل دورًا محوريًا وهاماً في الملحنين الأرمينين الحديثين، وبالإضافة لكونها أول من يلعب أدورً فنيةً. وقد أنشأت ثلاثة أقسام جديدة في الخمسينيات عندما كانت أستاذة في المعهد الوطني للموسيقى في يريفان في الخمسينات هم :( تاريخ ومبادئ الآلات الوترية، تاريخ أرمينيا، العروض الفنية التطبيقية ) .
عندما كانت تدرس بمعهد الموسيقى بدأت تبحث بعمق فيها وركزت أبحاثها على:( علم الموسيقى وفن القوس ) وفي نفس الوقت أنشأت علم الآثار الموسيقية في أرمينيا . تتحدث أناهيت خمس لغات وتُعلم الطلاب باللغات : (الإنجليزية والإسبانية والفرنسية )، شاركت لأكثر من مرة في مؤتمرات علمية دولية. كما نشرت العديد من الكتب في أرمينيا وخارجها، وألفت البروفيسورة أناهيت أكثر من 1000 رواية خلال مسيرتها الفنية، وسجلت 60 مقطوعة موسيقية، وكتبت أكثر من 300 مقالة ومرجع للعديد من البرامج الإذاعية والتلفزيونية.
وهي عضوة بأكثر من منظمة محلية ودولية مثل : ( رابطة المؤلفين الأرمنيين، اتحاد الملحنين السوفييت، جمعية المسرح الأرميني، نقابة الصحفيين، لجنة المرأة السوفياتية، جمعية التبادل الثقافي الأرمنية الدولية، جمعية العلوم السوفياتية، ورابطة تاريخ ثقافة العالم ) ..وغيرها
أصبحت في عام 1967 فنانة أرمينية معروفة، وحصلت على شهادة الدكتوراة في علم الموسيقى عام 1970 و شغلت منصب بروفيسور في عام 1982، توفيت في 2 مايو 1999 في يريفان عاصمة أرمينيا. 

## الروابط الخارجية
موقع أناهيت تسيتسيكيان
موقع مؤسسة أناهيت الثقافية
مؤسسة أناهيت على اليوتيوب
أناهيت على cdbaby